# Попович Олег Андрійович
Оле́г Андрі́йович Попо́вич (20 грудня 1971 — 1 березня 2019) — прапорщик Збройних Сил України, учасник російсько-української війни.

## Життєпис
Народився 20 грудня 1971 року в місті Горлівці (Донецька область). Мешкав у місті Роздільній на Одещині.
В Збройних Силах України — з 1993 року. Учасник АТО/ООС, прапорщик, технік відділення IP шифрування 64-го інформаційно-телекомунікаційного вузла. Під час служби в зоні проведення боїв у січні 2019 року був госпіталізований до шпиталю міста Покровська. Згодом у нього діагностували рак.
Помер 1 березня 2019 року під час лікування в Національному військово-медичному клінічному центрі «Головний військовий клінічний госпіталь».
3 березня 2019 року похований в місті Роздільній.
Залишились дружина Оксана, донька Софія (2011 р.н.), брат Геннадій, племінник Антон.

## Нагороди
- орден Данила Галицького (17.05.2019) — за значні особисті заслуги у захисті державного суверенітету та територіальної цілісності України, громадянську мужність, самовідданість у відстоюванні конституційних засад демократії, прав і свобод людини, вагомий внесок у культурно-освітній розвиток держави, активну волонтерську діяльність[3];
- медаль «15 років Збройним Силам України»;
- медаль «20 років сумлінної служби»;
- нагрудний знак «За взірцевість у військовій службі» III ступеня.

## Вшанування пам'яті

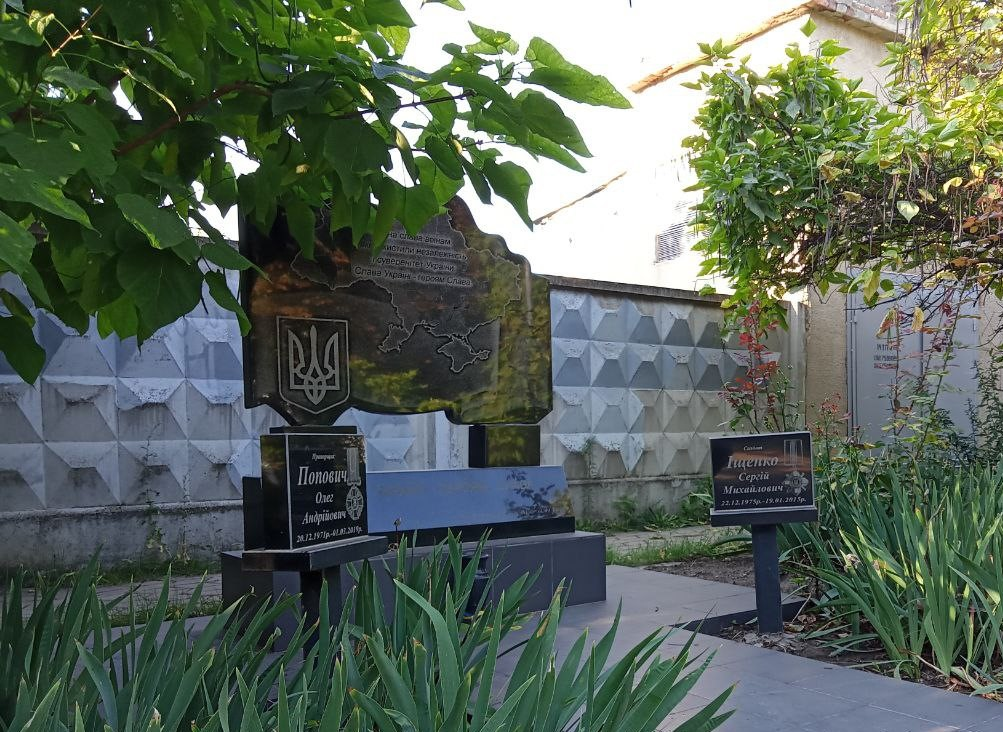
Меморіальна плита пам'яті загиблих воїнів АТО у Роздільній

У Роздільній, в провулку Спортивному, навпроти міського ліцею № 1 встановлено пам'ятний знак.